# 8785 Boltwood
8785 Boltwood este un asteroid din centura principală de asteroizi.

## Descriere
8785 Boltwood este un asteroid din centura principală de asteroizi. A fost descoperit pe 5 septembrie 1978 la Observatorul de Astrofizică din Crimeea de Nikolai Cernîh. Asteroidul prezintă o orbită caracterizată de o semiaxă mare de 2,27 ua, o excentricitate de 0,17 și o înclinație de 3,4° în raport cu ecliptica.